# البلطيقيات
البلطيقيات هي دراسة متعددة التخصصات للغة والثقافة (التاريخ والأدب والفولكلور والأساطير) لشعوب البلطيق. تنقسم البلطيقيات من خلال موضوعها إلى الليتوانية، واللاتفية، وبروسية، إلخ. يتم إيلاء اهتمام خاص لدراسات اللغة، خاصة القاعدة النسبية لغة بروتو البلطيق ، والتي جادل بعض اللغويين بأنها نفس لغة بروتو البلطيق السلافيك. يوجد حالياً حوالي 30 مركزاً للبلطيقيات، معظمها يقع في أوروبا، وتعتبر جامعة فيلنيوس أكثر المراكز نشاطًا.

## تاريخ

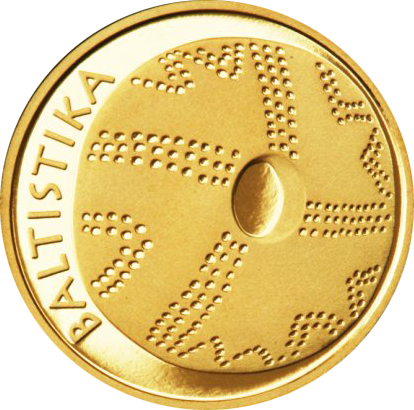
عملة ليتاس ليتواني تذكارية من ليتاس، مكرسة لبلطيقيا، تصور قرص كهرماني من العصر الحجري الحديث

شوهدت أولى علامات البحث والمقارنة بين لغات البلطيقوالليتوانية واللاتفية في كتابات صانعي القواعد (دانيال كلاين ، قواعد اللغة اللاتفية 1653، جوتهارد فريدريش ستندر ، القواعد اللاتفية 1783). تم البحث علمياً لأول مرة عن لغات البلطيق ومقارنتها باللغات الهندية الأوروبية الأخرى في القرن التاسع عشر، عندما وضع فرانز بوب عام 1816 الأساس اللغويات المقارنة. تم تضمين اللغة الليتوانية في كتابه قواعد المقارنة ، الذي نُشر عام 1833. تم بحث اللغة البروسية القديمة من قبل جورج هاينريش فرديناند نيسلمان (فسرت لغة البروسيين القدامى ببق اريك بيرنيكر (اللغة البروسية ، 1896). كان نيسلمان أول من اقترح مصطلح «لغات البلطيق».
عقدت ندوة لدراسة اللغة الليتوانية في جامعة كونيجسبيرج من 1718 إلى 1944.

## بلطيقيون بارزون
فرانز بوب، كريستيان شويغارد ستانغ ، راسموس راسك، فيلهلم تومسن، جورج نيسلمان ، كازيميراس جونيوس ، كازيميراس بوجا ، جوناس كازلاوسكاس ، فيتوتاس مازيوليس ، زيغماس زينكيفيتشوس ، ألكساندراس فاناغاس ، أوغست شلايشر، إرنست فرنكل ، يورجيس جيروليس، فلاديمير توبوروف ، ميشيل جونفال، يان أوتريبسكي ، ماريا جيمبوتاس ، يانيس إندزيلنس

## روابط خارجية
- لغات البلطيق | Britannica.com